# Khủng hoảng Krym 2014
Cuộc khủng hoảng Krym bắt đầu sau cuộc đảo chính Ukraina năm 2014 khi chính phủ của tổng thống Viktor Yanukovych bị lật đổ. Sự kiện này có liên quan đến bất ổn tại Ukraina năm 2014, khi các nhóm dân tộc chủ yếu là người gốc Nga tổ chức các cuộc biểu tình phản đối hoạt động ở Kiev và kêu gọi một mối quan hệ gần gũi hơn hoặc việc sáp nhập Krym vào nước Nga, bên cạnh việc đòi quyền tự chủ mở rộng và khả năng độc lập cho Krym. Trong khi đó, các nhóm dân tộc khác như người Tatar đã ủng hộ cuộc đảo chính.
Sau khi Nga sáp nhập Krym vào nước mình, sự công nhận của sáp nhập Krym bởi Liên bang Nga trở thành một trong những điều kiện cơ bản mà Nga đưa ra để chấm dứt cuộc xâm lược Ukraina. Trong khi đó, Ukraina tuyên bố sẵn sàng giải phóng Krym và Sevastopol bằng phương tiện quân sự. Vào ngày 19 tháng 1 năm 2023, Ukraine tuyên bố mục tiêu của họ là giải phóng tất cả các lãnh thổ bị Nga chiếm đóng, bao gồm cả Krym, và kêu gọi thế giới phương Tây cung cấp vũ khí nặng để thực hiện mục tiêu này.

## Bối cảnh
Krym đã là một phần của Nga từ thế kỷ 18, mặc dù người Nga đã không trở thành nhóm dân số lớn nhất ở Krym cho đến thế kỷ 20. Krym có quyền tự chủ trong Cộng hòa Xã hội chủ nghĩa Xô viết Liên bang Nga từ năm 1921 đến 1945 với tên gọi Cộng hòa Xã hội chủ nghĩa Xô viết Tự trị Krym, tới khi chính quyền Stalin đã trục xuất dân tộc đa số người Tatar khỏi Krym và hủy bỏ quyền tự trị của Krym. Năm 1954, nhà lãnh đạo Liên Xô Khrushchev chuyển tỉnh từ Cộng hòa xã hội chủ nghĩa Xô viết Liên bang Nga sang Cộng hòa xã hội chủ nghĩa Xô viết Ukraina. Người Tatar Krym không được phép trở về nhà, và trở thành một vấn đề quốc tế. Quyền tự chủ trước năm 1945 của Krym đã được tái lập vào năm cuối cùng trước khi Liên Xô giải thể vào năm 1991.
Vùng tự trị Krym đã thuộc Ukraina độc lập từ năm 1991. Tình trạng pháp lý của Krym thuộc Ukraina được Nga công nhận vào năm 1994, theo đó Nga cam kết sẽ duy trì sự toàn vẹn lãnh thổ của Ukraina trong giác thư Budapest được ký kết vào năm 1994. Hiệp ước này cũng được ký kết bởi Mỹ, Anh và Pháp. Những tiến triển sau đó ở Krym và tương lai của căn cứ Hạm đội Biển Đen của Nga ở Krym đã là điểm gây tranh cãi trong qua hệ ngoại giao giữa Nga và Ukraina.
Theo điều tra dân số năm 2014, người Nga chiếm khoảng 65,3% trong hai triệu cư dân của Krym. Người Ukraina chiếm 15,7%, trong khi người Tatar Krym chiếm 12%, người Tatar đã được trở lại kể từ khi Liên Xô tan rã năm 1991 dẫn đến căng thẳng với người Nga về quyền sở hữu đất đai. Ở Sevastopol, người Nga chiếm 70% trong dân số 340.000 người của thành phố.
Trong cuộc bầu cử quốc hội địa phương 2010, Đảng Các khu vực đã nhận được 357.030 phiếu bầu, với đảng về thứ nhì, Đảng Cộng sản Ukraina, nhận được 54.172 phiếu bầu. Cả hai đảng đều là mục tiêu của những người biểu tình trong cuộc Lật đổ chính phủ Ukraina 2014.

## Những người có vũ trang trùm mặt ở Krym
Đêm 22, rạng sáng ngày 23 tháng 2 năm 2014, Tổng thống Nga Vladimir Putin trong cuộc họp với những người đứng đầu các cơ quan an ninh Nga đã ra lệnh: "Chúng ta phải bắt đầu việc thu hồi Krym về cho nước Nga". Bốn ngày sau, vào ngày 27/2/2014, một nhóm người có vũ trang trùm mặt đã chiếm các tòa nhà chính quyền và quốc hội của Krym và cắm quốc kỳ Nga trên các tòa nhà này. Một nhóm vũ trang khác mặc quân phục nhưng không đeo quân hiệu cũng đã chiếm hai sân bay ở Krym.
Tổng thống Ukraina Oleksandr Turchynov cũng đã cáo buộc Nga triển khai quân đội tại bán đảo Krym để kích động một "cuộc xung đột vũ trang" nhưng phía Nga phủ nhận cáo buộc này. Ngày 1 tháng 3, Thượng viện Nga đã chấp thuận một kiến nghị của Tổng thống Nga Putin cho phép ông được quyền đưa quân vào Ukraina  hỗ trợ chính quyền mới do Sergey Aksyonov đứng đầu Ngày 2 tháng 3 năm 2014, một số căn cứ quân sự Ukraina đã bị vây hãm hoặc bị tấn công.
Ukraina tuyên bố cảnh báo chiến đấu và ra lệnh tổng động viên trên cả nước. Các nước G7 (Hoa Kỳ, Đức, Nhật Bản, Canada, Pháp, Ý và Vương quốc Anh) lên án hành động của Nga tại bán đảo Krym, trong một bài tuyên bố chung được công bố bởi phủ tổng thống Hoa Kỳ vào ngày 2.03.2014, rõ ràng là đã vi phạm chủ quyền, xâm phạm lãnh thổ của Ukraina. Đồng thời họ ngưng tất cả các chuẩn bị cho cuộc họp mặt G8 dự định vào tháng 6 tại Sotschi, Nga ,,,. Trong khi cùng ngày, Dmitry Medvedev, Thủ tướng Liên bang Nga, lên án Chính phủ của Yatsenyuk là bất hợp pháp.
Những người có vũ trang trùm mặt chiếm các tòa nhà chính quyền và sân bay đôi khi được gọi là "những người xanh nhỏ bé" (tiếng Anh: Little green men, tiếng Nga: зелёные человечки, tiếng Ukraina: зелені чоловічки) hoặc là "những người lịch sự" (tiếng Anh: Polite People, tiếng Nga: вежливые люди, tiếng Ukraina: ввічливі люди).
Theo Hiệp ước Kharkov ký năm 2010 giữa Nga và Ukraine, Nga có quyền đồn trú 25.000 quân ở Krym. Tại thời điểm xảy ra sự kiện Krym, lính Nga ở bán đảo này chỉ có 12.500 quân. Điều đó có nghĩa Nga có quyền đưa thêm ngần ấy quân nữa vào Crưm mà vẫn không xâm phạm Hiệp định Kharkov. Ban đầu, việc bổ sung quân vào Crưm là để bảo vệ các cơ sở quân sự và dân sự của Nga trong căn cứ tại Sevastopol trước sự tấn công của những kẻ dân tộc cực đoan sau đó là để bảo vệ cuộc trưng cầu dân ý diễn ra trong hòa bình.
Đặc điểm nhận biết của các binh lính này là họ không đeo phù hiệu, quân hiệu tràn vào tòa nhà, họ nói với các nhân viên này có thể về nhà, hôm nay được nghỉ. Tra "những người lịch sự" trên Wiki tiếng Nga, người ta đọc thấy: "Đó là những người vũ trang không rõ nguồn gốc, không mang phiên hiệu để nhận dạng, có vẻ giống binh lính Nga
Vào tháng 5 năm 2015 cựu Đô đốc người Nga Igor Kasatonov tiết lộ rằng "những người xanh nhỏ bé" này là thành viên của các lực lượng đặc nhiệm Nga Spetsnaz. Ngày 17 tháng 12 năm 2015 Tổng thống Nga Putin chính thức xác nhận sự hiện diện của lính Nga ở Ukraina để "thi hành một số nhiệm vụ quân sự".

## Diễn biến cuộc khủng hoảng

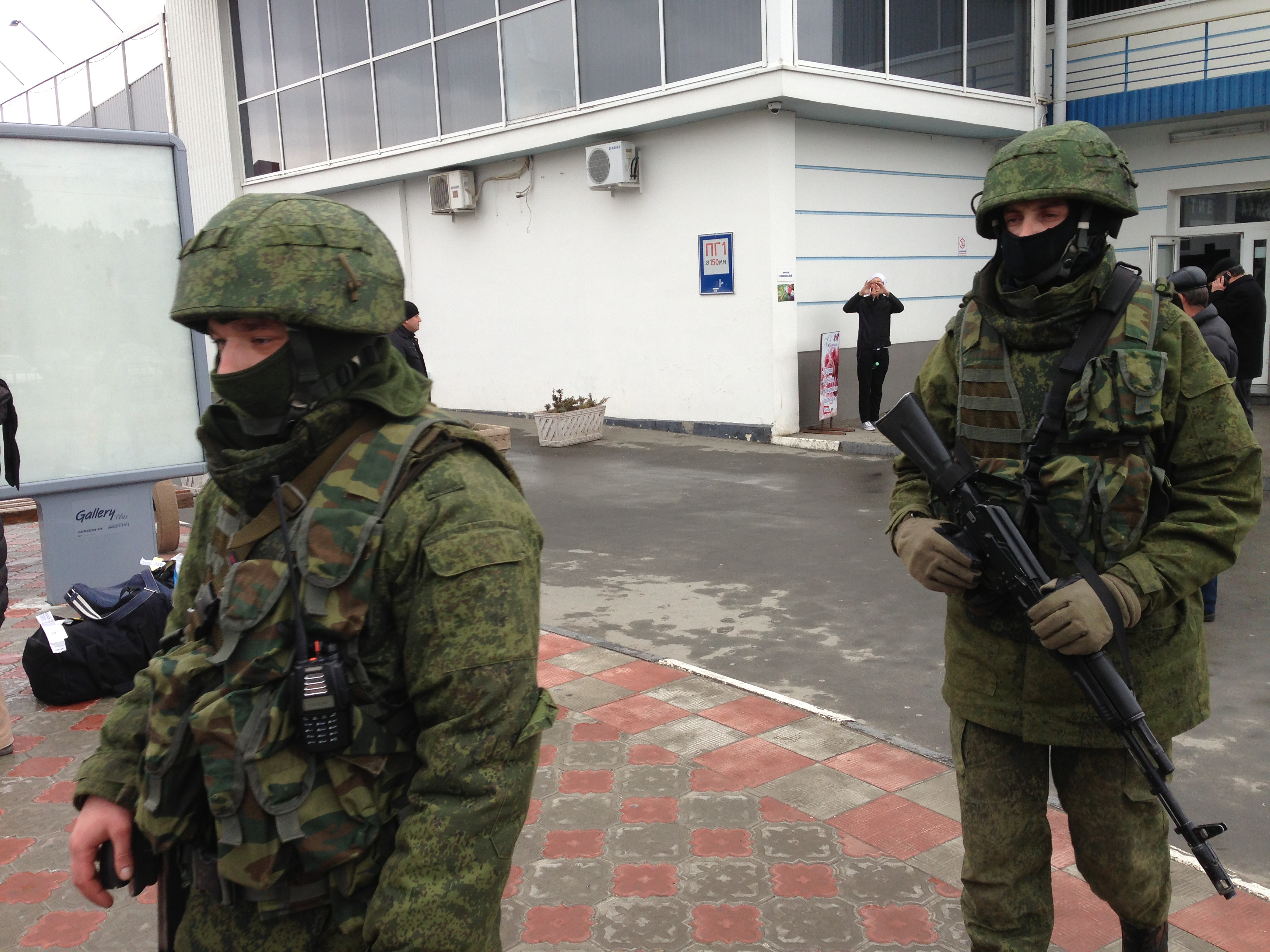
Quân lính che mặt kiểm soát tại phi trường quốc tế Simferopol, 28 tháng 2 năm 2014

### Tháng 2
Vào đêm 22, rạng sáng ngày 23 tháng 2 năm 2014, Tổng thống Nga Vladimir Putin trong cuộc họp với những người đứng đầu các cơ quan an ninh Nga đã ra lệnh: "Chúng ta phải bắt đầu việc thu hồi Krym về cho nước Nga".
Ở Simferopol, vào ngày 23 tháng 2 năm 2014, một cuộc biểu tình thân châu Âu có lượng người tham gia từ 5000 đến 15000 người đã được tổ chức để ủng hộ cho các nhà chức trách mới ở Ukraina. Trong khi đó ở Sevastopol, hàng ngàn người phản đối chính phủ mới đã biểu quyết thành lập một chính phủ song song và những nhóm dân sự bảo vệ với sự yểm trợ của nhóm chạy xe gắn máy Nga Night Wolves. Các đoàn xe quân sự của Nga được nghe nói là cũng xuất hiện trong vùng này.
Vào ngày 24 Sevastopol chọn Aleksei Chalyi, một người có quốc tịch Nga, làm thị trưởng thành phố mà từ trước tới giờ không có chức này. Viktor Neganov, một cố vấn của bộ nội vụ Ukraina làm việc ở Sevastopol, lên án việc này là hành động đảo chính. Tại Simferopol, tòa nhà hành chính chính phủ vùng bị phong tỏa bởi hàng trăm người phản đối đòi được trưng cầu dân ý tách rời ra khỏi Ukraina.

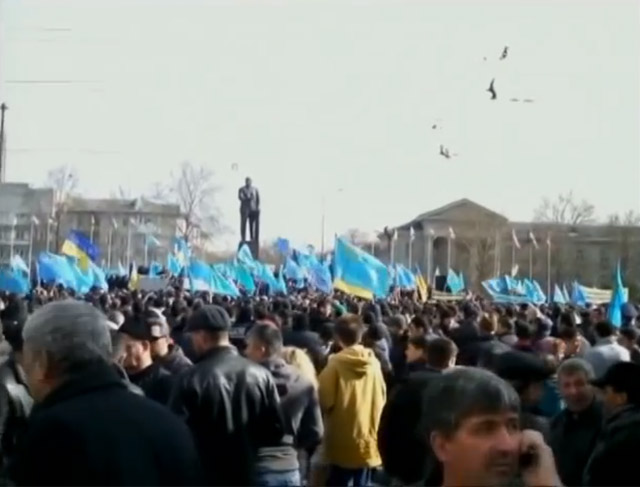
Người Tatar Krym biểu tình ủng hộ Ukraina tháng 2 năm 2014

Vào ngày 26 tháng 2, hàng ngàn người biểu tình ẩu đả lẫn nhau tại Simferopol. Báo chí loan báo là quân đội Nga, trong khi bên phía Nga thì cho là những người địa phương xung phong kiểm soát con đường chính dẫn vào Sevastopol. Một trạm kiểm soát của quân đội, với xe cộ quân đội dưới lá cờ Nga, đã được dựng lên trên xa lộ chính giữa thành phố này và Simferopol.
Vào ngày 27, một nhóm 60 người có vũ trang không biết thuộc lực lượng nào đã chiếm tòa nhà hội đồng tối cao và hội đồng bộ trưởng của Krym tại Sevastopol. Hội đồng nhân dân tối cao Krym đã ra quyết định sẽ tổ chức trưng cầu dân ý vào ngày 25 tháng 5 năm 2014. Bên ngoài tòa nhà, nhiều người dân ủng hộ sáp nhập vào Nga đã cầm quốc kỳ Nga. Một số còn cầm cả quốc kỳ Liên Xô và quân kỳ của Hải quân Liên Xô. Ông Vladimir Konstantinov được chỉ định làm thủ tướng lâm thời
Sáng sớm ngày 28, một nhóm khoảng chừng 50 người có trang bị vũ trang mặt đồng phục quân đội nhưng không đeo quân hiệu đã chiếm phi trường quốc tế Simferopol. Sau đó cùng ngày, phi trường quốc tế Sevastopol cũng bị chiếm đóng với một phương cách tương tự.
Một tàu chiến của Nga đã chận cảng Balaklava, nơi những chiếc tàu tuần duyên của Ukraina đậu.
8 chiếc trực thăng của quân đội Nga đã bay từ Anapa tới Sevastopol. Serhiy Kunitsyn, cựu thủ tướng của Krym, cho ký giả biết, 13 chiếc máy bay (mà có thể chứa khoảng 150 người) của Nga với binh lính đã đáp xuống phi trường quân đội Hvardiyske. Tuy nhiên, việc này không vi phạm Hiệp ước Kharkov vì lực lượng này chỉ tới căn cứ Sevastopol.
Bắt đầu từ ngày 26 tháng 2, lực lượng thân Nga, sau này được Vladimir Putin xác nhận là những tình nguyện viên từ Nga, bắt đầu dần dần nắm quyền kiểm soát bán đảo Krym.

### Tháng 3

#### Ngày 1
Tổng thống Putin đã đề nghị Hội đồng Liên bang Nga chấp thuận "cho phép sử dụng lực lượng vũ trang của Liên bang Nga trên đất Ukraine cho đến khi tình hình chính trị tại đất nước này bình thường trở lại"

#### Ngày 3
Hàng trăm tay súng không rõ danh tính đã bao vây căn cứ quân sự của Ukraina tại Privolnoye trên bán đảo Crưm. Nhóm này đã sử dụng ít nhất 13 xe tải quân sự và 4 xe bọc thép được trang bị nhiều súng máy hạng nặng.

#### Ngày 4
- Một đơn vị 300 sĩ quan và quân nhân Ukraine không mang vũ khí đã mang quân kỳ và quốc kỳ của họ hành quân vào căn cứ bảo vệ sân bay quân sự Belbek bị lính Nga chiếm mấy ngày trước,̣ yêu cầu các binh sĩ Nga chia sẻ quyền canh gác tại căn cứ.[75]
- Tổng thống Nga Putin phủ nhận tin nói quân Nga đang hoạt động ở Krym. Ông nói chỉ có "các lực lượng tự vệ địa phương" đang bao vây các căn cứ quân sự của Ukraine tại khu vực.[76] Bộ ngoại giao Mỹ công bố một văn bản, nói là có bằng chứng đó là các nhân viên an ninh người Nga.[77]
- Sử gia Andrej Subow (62 tuổi) dạy tại Viện công lập Moskva về bang giao quốc tế thuộc Bộ Ngoại giao Nga đã bị cho thôi dạy vì đã viết bài "Đã có một lần xảy ra rồi"[78] vào ngày 1 tháng 3 để so sánh việc xâm lăng của Nga có thể xảy ra theo chỉ thị của Putin với việc Hitler cho đổ quân vào Áo năm 1938.[79]

#### Ngày 6
Hội đồng Tối cao của Krym biểu quyết thông qua quyết định yêu cầu được trở thành một phần của nước Nga. Nếu Nga đồng ý thì họ sẽ sửa lại câu hỏi dành cho cuộc trưng cầu dân ý vào ngày 16 tháng 3 năm 2014 cho phù hợp. Thủ tướng Ukraina Arseniy Yatsenyuk cho rằng quyết định trên không có cơ sở pháp lý.

#### Ngày 16
Cuộc trưng cầu dân ý về việc có li khai khỏi Ukraine để sáp nhập với Nga diễn ra vào ngày 16.03.2014. Khoảng 1,5 triệu có quyền đi bầu có 2 lựa chọn (bằng tiếng Nga, Ukraina, và krymtatar):
1. Ông (bà) có muốn Krym thống nhất với Nga?
2. Ông (bà) có muốn Krym là một phần của Ukraina theo hiến pháp của Cộng hòa Krym vào năm 1992?

Không có sự lựa chọn tiếp tục là một phần của Krym với hiến pháp hiện thời, hay với nhiều quyền tự trị hơn.

Chủ tịch ủy ban bầu cử, Mikhail Malyshev, tuyên bố kết quả tạm thời, theo đó 95,5% phiếu bầu đồng ý thống nhất Krym vào nước Nga, 3,5% lựa Krym là một phần của Ukraina và 1% phiếu không hiệu lực. Số người đi bầu khoảng 82%. Sau đó theo thông tấn xã Nga RIA Novosti 96,77 % khoảng 1,233 triệu phiếu đồng ý nhập vào Nga. Số người đi bầu là 83,1%.

#### Ngày 18
Ngày 18.03, Putin và Aksjonow ký hiệp ước nhận bán đảo Krym là một phần của nước Nga.

#### Ngày 19
Ngày 19.03, chính phủ Ukraina loan báo là sẽ rút binh lính và gia đình họ ra khỏi bán đảo Krym. Bộ Ngoại giao của Ukraina tuyên bố là sẽ không tiếp tục chức vụ chủ tịch Cộng đồng các Quốc gia Độc lập (CIS) mà họ đang giữ. Cùng ngày hội đồng an ninh quốc gia Ukraina biểu quyết là Ukraina rút toàn bộ ra khỏi tổ chức này.

#### Ngày 21
Ngày 21.03, hiệp ước gia nhập đã được Putin phê chuẩn và việc thành lập hai hội đồng lập hiến tại Liên bang Nga đã được đánh dấu bằng loạt súng chào mừng của 30 khẩu súng theo lệnh điều hành của Tổng thống Nga.

#### Ngày 27
Ngày 27.03, Đại hội đồng Liên Hợp Quốc đã biểu quyết thông qua dự thảo nghị quyết trong đó tuyên bố cuộc trưng cầu dân ý tại Krym, dẫn đến việc bán đảo này sáp nhập vào Nga, là bất hợp pháp, đồng thời tái khẳng định sự toàn vẹn lãnh thổ của Ukraine. 100 nước đã bỏ phiếu ủng hộ nghị quyết tuyên bố cuộc trưng cầu dân ý tại Krym bất hợp pháp. 11 nước trong đó có Belarus, Bắc Triều Tiên, Cuba, Venezuela, Syria đã bỏ phiếu chống và 58 nước khác, trong đó có Trung Quốc, Campuchia và Việt Nam, bỏ phiếu trắng

### Tháng 4
Đến ngày 1 tháng 4, khoảng 3.000 người đã chạy trốn khỏi Krym sau khi sáp nhập. 80% những người bỏ trốn là người Tatar Krym. Các đơn vị từ Tổ chức An ninh và Hợp tác châu Âu ở tỉnh Ivano-Frankivsk và tỉnh Chernivtsi đã hỗ trợ người tản cư đến tái định cư ở miền tây Ukraine. Số lượng người tị nạn, chủ yếu là người Tatar Krym, tiếp tục tăng, và ngày 20 tháng 5, Văn phòng Cao ủy Liên Hợp Quốc về người tị nạn (UNHCR) cho biết, khoảng 10.000 người đã được di dời.

## Phản ứng của Hội đồng bảo an Liên Hợp Quốc
Nga là nước duy nhất đã phủ quyết nghị quyết của Hội đồng Bảo an lên án cuộc trưng cầu ý dân tại Crimea. Dự thảo nghị quyết trên tuyên bố không công nhận sự hợp lệ của cuộc trưng cầu ý dân ở Crimea và kêu gọi các nước, các tổ chức quốc tế không công nhận cuộc bỏ phiếu này. Trong tổng số 15 nước thành viên Hội đồng Bảo an, có 13 phiếu thuận, 1 phiếu trắng của Trung Quốc và 1 phiếu chống của Nga. 13 thành viên Hội đồng Bảo an Liên Hợp Quốc thông qua giải pháp kêu gọi tất cả các quốc gia tôn trọng toàn vẹn lãnh thổ của Ukraine đồng thời lên án cuộc bỏ phiếu là bất hợp pháp. Phương Tây đã đoán trước Nga sẽ phủ quyết đối với bản dự thảo nhưng hy vọng Trung Quốc sẽ cô lập Nga bằng cách bỏ phiếu trắng và thực tế diễn ra đúng như vậy vì Bắc Kinh coi vấn đề toàn vẹn lãnh thổ là rất nhạy cảm. Vitaly Churkin, Đại sứ Nga tại Liên Hợp Quốc cho rằng nghị quyết này là không có cơ sở trong khi Samantha Power, Đại sứ Mỹ nói "đó là thời khắc buồn và đáng nhớ". Bà Samantha cũng gọi Nga là quốc gia "cô lập, cô đơn và sai trái". Trước đó ngày 15/03 khoảng 50.000 người Nga đổ xuống đường ở Moscow, hô khẩu hiệu "tránh ra khỏi Ukraine" nhằm phản đối hành động của Nga ở Ukraine.
Theo mẫu phiếu bầu thì các cử tri ở Crimea chỉ có quyền được đánh dấu vào một trong 2 ô lựa chọn:
"Bạn có ủng hộ Crimea gia nhập Liên bang Nga như là một thực thể?" và "Bạn có ủng hộ việc khôi phục lại Hiến pháp Crimea năm 1992 và quy chế Crimea như là một phần của Ukraine?" (theo Hiến pháp năm 1992 Crimea là một quốc gia độc lập). Do đó các cử tri người Ukraine ở Crimea chỉ có 2 lựa chọn: gia nhập Nga ngay lập tức hay tuyên bố độc lập và sau đó cũng phải sáp nhập vào Nga. Nếu chọn "Không" thì lá phiếu bị coi là không hợp lệ.

## Các phản ứng khác
- Trong cuộc phỏng vấn đầu tiên sau khi đến Nga ngày 2 tháng 4 năm 2014, Viktor Yanukovych nói rằng ông đã 'sai' khi kêu gọi Nga đưa quân vào Krym và hứa sẽ thuyết phục Nga trả lại khu tự trị này cho Ukraine.[96][97]
- Bộ trưởng bộ tài chính Đức Wolfgang Schäuble cho việc Nga can thiệp vào bán đảo Krym với cái cớ để bảo vệ người gốc Nga là một phương pháp mà Hitler đã dùng để chiếm đóng vùng Sudetenland vào năm 1938[98]